# Schlacht um den Changjin-Stausee
Die Schlacht um den Changjin-Stausee (besser bekannt unter dem japanisch-amerikanischen Namen Chosin Reservoir) war eine Schlacht während des Koreakriegs, kurz nachdem die Volksrepublik China in den Konflikt eingetreten war. Eine große Anzahl chinesischer Soldaten gelangte über den Fluss Yalu in das Umland des Changjin-Stausees und kesselte dort die Truppen der Vereinten Nationen (vor allem aus den USA) ein. Es folgte eine brutale Schlacht in eisiger Kälte. Obwohl die zahlenmäßig unterlegenen US-Streitkräfte den chinesischen Truppen große Verluste zufügten, mussten sie sich sehr schnell aus Nordkorea zurückziehen.

## Hintergrund
Mitte Oktober 1950 sah es so aus, als würde der Koreakrieg sich seinem Ende zuneigen. Nordkorea war größtenteils von den amerikanisch geführten UN-Truppen besetzt. Jedoch änderte sich dies schlagartig, als die Volksrepublik China am 19. Oktober 1950 in den Konflikt eintrat und eine große Anzahl chinesischer Truppen über die nördliche nordkoreanische Grenze auf die Koreanische Halbinsel eindrang. Die UN-Truppen, deren Hauptverbände die 1. US-Marineinfanteriedivision, die 7. US-Infanteriedivision und das 41. Independent Commando der Royal Marines waren, wurden bald von den Einheiten der 9. Armeegruppe der chinesischen Volksbefreiungsarmee, die zum Großteil aus Freiwilligen bestand, eingekesselt. Am 26. November begannen die UN-Truppen kämpfend den Rückzug in den Süden Richtung Hŭngnam.

## Die Schlacht

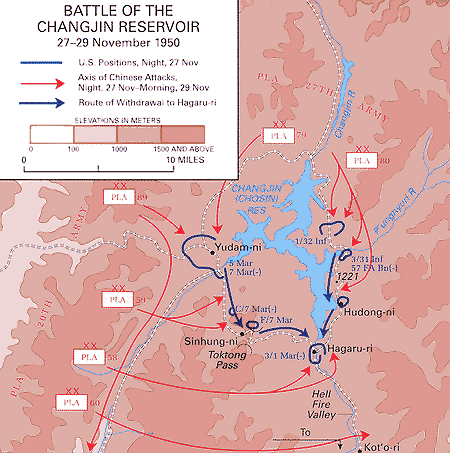
Verlauf der Schlacht

Die 20.000 gut ausgerüsteten und mit Luftunterstützung versehenen Soldaten der UN-Truppen trafen auf 200.000 schlecht ausgerüstete, aber gut organisierte Soldaten der Volksbefreiungsarmee. In den bis zum 11. Dezember andauernden heftigen Kämpfen fielen 2.500 Soldaten der UN, 5.000 wurden verwundet, und 7.500 weitere erlitten Erfrierungen. Etwa 25.000 Chinesen wurden getötet, 12.500 verwundet, und 30.000 starben durch Erfrierungen.
Nachdem sich die 7. Infanteriedivision zurückgezogen und ihre Ausrüstung dabei zurückgelassen hatte, nahm die 1. Marineinfanteriedivision zusammen mit den Royal Marines und den südkoreanischen Marines diese wieder auf, kehrten um und starteten einen aggressiven Gegenangriff, um aus dem Kessel auszubrechen.
Auf die Frage, ob sich das US Marine Corps wie das Heer zurückziehen würde, entgegnete Lieutenant General Oliver P. Smith, Kommandeur der 1. Marinedivision, dass der Versuch, durch die chinesischen Linien zu brechen, nicht mit einem Rückzug zu verwechseln sei. General Smiths Ausführungen wurden verkürzt zu dem bekannten Zitat: „Retreat, hell! We´re only attacking in a different direction!“ (= „Rückzug, zur Hölle damit! Wir greifen nur in eine andere Richtung an!“). Dieser Ausspruch ist an ein Zitat aus dem Ersten Weltkrieg von Captain Lloyd Williams während der Schlacht im Wald von Belleau angelehnt: „Retreat, hell! We just got here!“ (= „Rückzug, zur Hölle damit! Wir sind gerade erst angekommen!“)
Auf ihrem Rückzug hatten die Marines ständig Luftunterstützung durch Flugzeuge von Navy und Marine Corps und waren so in der Lage, alle sieben chinesischen Divisionen, die sie im Gebiet um den Stausee eingekesselt hatten, entweder zu vernichten oder kampfunfähig zu machen. Trotz ihres geschwächten Zustandes waren die Chinesen in der Lage, die US Marines auf ihrem Rückzug bis zum Japanischen Meer in Kämpfe zu verwickeln, allerdings erreichten die UN-Truppen unangefochten die Evakuierungszone um Hŭngnam und konnten sich geordnet absetzen, um in Südkorea weiterzukämpfen.

## Folgen
Während es den Chinesen gelang, die UN-Truppen aus dem Gebiet zurückzudrängen, fügten ihnen die US-Marineinfanteristen bei ihrem Rückzug starke Verluste zu. Der Rückzug wurde teilweise durch die Hilfe chinesischstämmiger Soldaten möglich, welche den chinesischen Funkverkehr abhörten.
Die Marineinfanteristen, die das Gebiet auf Grund der zurückgelassenen Ausrüstung der 7. Infanteriedivision mit mehr Ausrüstung verließen, als sie anfangs besaßen, waren in der Lage, Nordkorea sicher zu verlassen. Die Chinesen betrachten die Schlacht trotz der hohen Verluste bis heute als sehr ehrenvoll, da es der chinesischen Armee im 20. Jahrhundert zum ersten Mal gelang, eine westliche Armee in einer großen Schlacht zu bezwingen. Die US Marines betrachten die Schlacht um das Chosin-Reservoir trotz der hohen Verluste bis heute ebenfalls als eines der stolzesten Kapitel ihrer Geschichte. Der 2021 erschienene propagandistische Film The Battle at Lake Changjin wurde zu einem der größten Erfolge der chinesischen Kinogeschichte.

## Filme
- Randall MacLowry: American Experience: Schlacht um den Changjin-Stausee. Vereinigte Staaten 2016.
- Chen Kaige, Tsui Hark, Dante Lam: The Battle at Lake Changjin. Volksrepublik China 2021.